# Коллинз, Зак
Зак Коллинз (англ. Zach Collins; род. 19 ноября 1997 года в Норт-Лас-Вегасе, Невада, США) — американский профессиональный баскетболист, выступающий за команду Национальной баскетбольной ассоциации «Чикаго Буллз». На студенческом уровне в течение одного сезона выступал за «Гонзага». На драфте НБА 2017 года был выбран «Трэйл Блэйзерс» в первом раунде под общим 10-м номером. Играет на позиции центрового и тяжёлого форварда.

## Средняя школа
Коллинз играл в баскетбол за школу епископа Гормана, в Лас-Вегасе. С его помощью школа выиграла 4 чемпионства штата подряд. В течение первых трёх сезонов в школе Коллинз выходил на замену и играл среди других великанов-участников игры МакДональдс Стивена Зиммермана и Чейза Джетера.
В последнем классе школы Коллинз выдал свой лучший результат - 17,3 очков, 14 подборов, 3,1 передачи и 6,4 блок-шотов в среднем за игру, получив титул самого полезного игрока Лиги Юго-запада Невады, а также титул "Игрок года Невады". Кроме того, Зак побил рекорд сезона штата Невада по количеству подборов и блок-шотов за сезон.
Летом 2015 года Коллинз принимает участие в чемпионате FIBA 3 на 3 U-18, где в команде с Джалеком Фелтоном, Пейтоном Причардом и Пи Джи Вашинготоном он выигравает турнир. Его команда получает право представлять США на чемпионате мира FIBA 3 на 3 U-18 в венгерском Дебрецене. По результатам команда заняла 8-е место. В четвертьфинале США уступили сборной Франции, в которой играл Киллиан Тилли - будущий партнер Зака по сборной колледжа.
Несмотря на то, что Зака Коллинза оценили на 4 звезды по перспективности, его вызвали на игру McDonald's All-American в 2016 году. Коллинз помог команде Запада выиграть со счетом 114-107, набрав по итогам игры 9 очков, 6 подборов, 3 передачи, 2 перехвата за 12 минут игры.

### Выбор колледжа
Зимой 2015 года Коллинз посетил Калифорнию, Сан Диего, Юту, Нью-Мексико и Гонзагу, а также неофициально побывал в университете Невады в Лас-Вегасе. В марте 2015 года Коллинз договаривается с Гонзагой. Он заключает договор с Гонзагой, как ключевой игрок самого сильного составе университета за всю историю.

## Студенческая карьера
В свой первый год в Гонзаге Коллинз обычно выходил на паркет после замены в качестве второго центрового, работая в ротации (реже в тандеме) с более опытным пятикурсником Пшемеком Карнофски. Во время сезона 2016–2017 средние показатели Коллинза составили 10 очков, 5,9 подборов и 1,7 блок-шот за 17,3 минуты в игре. В 2017 году в полуфинальной игре Первенства первого дивизиона студенческой лиги против университета Южной Каролины Зак набрал 14 очков, 13 подборов и 6 блок-шотов, выведя команду в финал.

## НБА

### Портленд Трэйл Блэйзерс (2017—2021)
В конце своего первого сезона в колледже Коллинз заявил, что хочет отказаться от последующих трёх лет игры за колледж и выставить свою кандидатуру на Драфт НБА 2017 года. Он был выбран на драфте под 10-м номером командой Сакраменто Кингс, а позже продан в Портленд Трэйл Блэйзерс. 3 июля 2017 года Коллинз заключил контракт с Портленд Трэйл Блэйзерс.

### Сан-Антонио Сперс (2021—2025)
11 августа 2021 года Коллинз подписал контракт с «Сан-Антонио Сперс». 16 января 2022 года он был направлен в команду «Остин Сперс» из Джи-Лиги НБА для  восстановления после травмы лодыжки. 31 января он был отозван. Коллинз дебютировал в составе «Сан-Антонио Сперс» 4 февраля в матче против «Хьюстон Рокетс».

### Чикаго Буллз (2025—настоящее время)
3 февраля 2025 года Коллинз вместе с Тре Джонсом и выбором в первом раунде драфта 2025 года был отдан в «Чикаго Буллз» в рамках сделки с тремя командами, в рамках которой они отправили Сиди Сиссоко, три выбора в первом раунде и два выбора во втором раунде в «Сакраменто Кингз».

## Статистика

### Статистика в НБА
| Сезон                                                                                    | Команда     | Регулярный сезон | Регулярный сезон | Регулярный сезон | Регулярный сезон | Регулярный сезон | Регулярный сезон | Регулярный сезон | Регулярный сезон | Регулярный сезон | Регулярный сезон | Регулярный сезон | Серия плей-офф | Серия плей-офф | Серия плей-офф | Серия плей-офф | Серия плей-офф | Серия плей-офф | Серия плей-офф | Серия плей-офф | Серия плей-офф | Серия плей-офф | Серия плей-офф |
| Сезон                                                                                    | Команда     | GP               | GS               | MPG              | FG%              | 3P%              | FT%              | RPG              | APG              | SPG              | BPG              | PPG              | GP             | GS             | MPG            | FG%            | 3P%            | FT%            | RPG            | APG            | SPG            | BPG            | PPG            |
| ---------------------------------------------------------------------------------------- | ----------- | ---------------- | ---------------- | ---------------- | ---------------- | ---------------- | ---------------- | ---------------- | ---------------- | ---------------- | ---------------- | ---------------- | -------------- | -------------- | -------------- | -------------- | -------------- | -------------- | -------------- | -------------- | -------------- | -------------- | -------------- |
| 2017/18                                                                                  | Портленд    | 66               | 1                | 15,8             | 39,8             | 31,0             | 64,3             | 3,3              | 0,8              | 0,3              | 0,5              | 4,4              | 4              | 0              | 17,4           | 36,7           | 21,4           | 75,0           | 3,0            | 1,5            | 0,8            | 0,5            | 7,0            |
| 2018/19                                                                                  | Портленд    | 77               | 0                | 17,6             | 47,3             | 33,1             | 74,6             | 4,2              | 0,9              | 0,3              | 0,9              | 6,6              | 16             | 0              | 17,2           | 50,6           | 33,3           | 80,0           | 3,6            | 0,9            | 0,4            | 1,4            | 6,8            |
| 2019/20                                                                                  | Портленд    | 11               | 11               | 26,4             | 47,1             | 36,8             | 75,0             | 6,3              | 1,5              | 0,5              | 0,5              | 7,0              | Не участвовал  | Не участвовал  | Не участвовал  | Не участвовал  | Не участвовал  | Не участвовал  | Не участвовал  | Не участвовал  | Не участвовал  | Не участвовал  | Не участвовал  |
| 2021/22                                                                                  | Сан-Антонио | 28               | 4                | 17,9             | 49,0             | 34,1             | 80,0             | 5,5              | 2,2              | 0,5              | 0,8              | 7,8              | Не участвовал  | Не участвовал  | Не участвовал  | Не участвовал  | Не участвовал  | Не участвовал  | Не участвовал  | Не участвовал  | Не участвовал  | Не участвовал  | Не участвовал  |
| 2022/23                                                                                  | Сан-Антонио | 63               | 26               | 22,9             | 51,8             | 37,4             | 76,1             | 6,4              | 2,9              | 0,6              | 0,8              | 11,6             | Не участвовал  | Не участвовал  | Не участвовал  | Не участвовал  | Не участвовал  | Не участвовал  | Не участвовал  | Не участвовал  | Не участвовал  | Не участвовал  | Не участвовал  |
| 2023/24                                                                                  | Сан-Антонио | 69               | 29               | 22,1             | 48,4             | 32,0             | 75,3             | 5,4              | 2,8              | 0,5              | 0,8              | 11,2             | Не участвовал  | Не участвовал  | Не участвовал  | Не участвовал  | Не участвовал  | Не участвовал  | Не участвовал  | Не участвовал  | Не участвовал  | Не участвовал  | Не участвовал  |
|                                                                                          | Всего       | 314              | 71               | 19,6             | 47,9             | 33,6             | 75,0             | 4,9              | 1,8              | 0,4              | 0,7              | 8,3              | 20             | 0              | 17,2           | 46,8           | 28,6           | 79,3           | 3,5            | 1,0            | 0,5            | 1,2            | 6,9            |
| Наведите курсор мыши на аббревиатуры в заголовке таблицы, чтобы прочесть их расшифровку. |             |                  |                  |                  |                  |                  |                  |                  |                  |                  |                  |                  |                |                |                |                |                |                |                |                |                |                |                |

### Статистика в NCAA
| Сезон | Команда | Conf  | Class | GP | GS | MPG  | FG%  | 3P%  | FT%  | RPG | APG | SPG | BPG | PPG  |
| --- | ------- | ----- | ----- | -- | -- | ---- | ---- | ---- | ---- | --- | --- | --- | --- | ---- |
| 2016/17 | Гонзага | WCC   | FR    | 39 | 0  | 17,3 | 65,2 | 47,6 | 74,3 | 5,9 | 0,4 | 0,5 | 1,8 | 10,0 |
| Всего | Всего   | Всего | Всего | 39 | 0  | 17,3 | 65,2 | 47,6 | 74,3 | 5,9 | 0,4 | 0,5 | 1,8 | 10,0 |
| Наведите курсор мыши на аббревиатуры в заголовке таблицы, чтобы прочесть их расшифровку Статистика приведена с сайта sports-reference.com |         |       |       |    |    |      |      |      |      |     |     |     |     |      |